# Дневник для Стеллы
«Дневник для Стеллы» (англ. A Journal to Stella) — сборник писем Джонатана Свифта, впервые опубликованный в 1766 году, после смерти Д.Свифта.
Сборник состоит из 65 писем дневникового характера к подруге Свифта Эстер Джонсон (1681—1728), которую он называл «Стелла» и, по некоторым сведениям, с которой был тайно обвенчан, хотя документальных подтверждений этому не найдено. Письма написаны в период с 1710 по 1713 годы из различных мест в Англии и адресованы Стелле, хотя некоторые из них адресованы её подруге Ребекке Дингли. По оценкам некоторых литературоведов, «Дневник для Стеллы» — прежде всего глубоко личный документ. Нигде и никому Свифт не писал о себе с такой откровенностью, как в этих письмах к Эстер Джонсон, и едва ли где ещё он выразил себя с большей полнотой.
Среди ссылок на современников Свифта в «Дневнике…» упоминается аристократка и коллекционер древностей Элизабет Джермен, а также Джордж Эш, епископ Клойна, старый друг Свифта, который, по некоторым сведениям, тайно обвенчал его со Стеллой в 1716 году.